# Phoma violacea
Phoma violacea är en lavart som först beskrevs av Bertel, och fick sitt nu gällande namn av Eveleigh 1961. Phoma violacea ingår i släktet Phoma, ordningen Pleosporales, klassen Dothideomycetes, divisionen sporsäcksvampar och riket svampar.   Inga underarter finns listade i Catalogue of Life.